# 中村玲央
中村 玲央（なかむら れお、1990年5月5日 - ）は、大阪府大阪市出身のサッカー選手。ポジションはMF。

## 来歴
立正大学淞南高等学校卒業後、神戸国際大学に進学。2011年九州総合スポーツカレッジに入学。
同校卒業後は2013年から関西社会人リーグのFC大阪に所属。2014年からカンボジア・リーグのウエスタン・プノンペンFCに移籍。2015年にはアジアユーロ・ユナイテッドに移籍した。
2019年のシャン・ユナイテッドFC所属以降チームが決まらず、2020年からサッカースクールのコーチを務めていたが、2021年7月19日に現役引退を発表。
しかし、その後ネパール・マーティアズメモリアルAディヴィジョンリーグのヒマラヤン・シェルパ・クラブからオファーが届き、2021年11月17日に同クラブと契約して現役復帰した。

## 所属クラブ
- 2006年 - 2008年  立正大学淞南高等学校
- 2009年 - 2010年  神戸国際大学
- 2011年 - 2012年  九州総合スポーツカレッジ
- 2013年  FC大阪
- 2014年  ウエスタン・プノンペンFC
- 2015年  アジアユーロ・ユナイテッド
- 2015年  ランサーン・ユナイテッドFC
- 2016年  VSV ユナイテッド
- 2017年  エルチム
- 2018年 - 2019年  ジョージ・テレグラフSC
- 2019年  シャン・ユナイテッドFC
- 2021年 - 2022年  ヒマラヤン・シェルパ・クラブ（英語版）
- 2022年 - 2023年  アザンプールFCウッタラ（英語版）
- 2023年 -  スタリオン・ラグナFC

| 国内大会個人成績 | 国内大会個人成績 | 国内大会個人成績 | 国内大会個人成績 | 国内大会個人成績 | 国内大会個人成績 | 国内大会個人成績 | 国内大会個人成績 | 国内大会個人成績 | 国内大会個人成績 | 国内大会個人成績 | 国内大会個人成績 |
| 年度             | クラブ           | 背番号           | リーグ           | リーグ戦         | リーグ戦         | リーグ杯         | リーグ杯         | オープン杯       | オープン杯       | 期間通算         | 期間通算         |
| 年度             | クラブ           | 背番号           | リーグ           | 出場             | 得点             | 出場             | 得点             | 出場             | 得点             | 出場             | 得点             |
| 日本             | 日本             | 日本             | 日本             | リーグ戦         | リーグ戦         | リーグ杯         | リーグ杯         | 天皇杯           | 天皇杯           | 期間通算         | 期間通算         |
| ---------------- | ---------------- | ---------------- | ---------------- | ---------------- | ---------------- | ---------------- | ---------------- | ---------------- | ---------------- | ---------------- | ---------------- |
| 2013             | FC大阪           | 26               | 関西1部          | 1                | 0                |                  |                  |                  |                  |                  |                  |
| カンボジア       | カンボジア       | カンボジア       | カンボジア       | リーグ戦         | リーグ戦         | リーグ杯         | リーグ杯         | オープン杯       | オープン杯       | 期間通算         | 期間通算         |
| 2014             | Western uni FC   | 30               | Cリーグ          | 12               | 1                |                  |                  |                  |                  |                  |                  |
| 通算             | 日本             | 日本             | 関西1部          | 1                | 0                | -                | -                |                  |                  | 1                | 0                |
| 通算             | カンボジア       | カンボジア       | Cリーグ          | 12               | 1                | -                | -                |                  |                  | 12               | 1                |

## 資格
- JFA公認C級コーチライセンス[7]